# Кунсман, Роман Шаевич
Роман Шаевич Кунсман (7 октября 1941, Куйбышев — 6 ноября 2002, Бейт-Гамлиэль, Израиль) — советский и израильский джазовый альт-саксофонист, флейтист, композитор, один из выдающихся джазовых музыкантов 1960-х годов.

## Биография
Музыкой начал заниматься после переезда семьи в Ленинград. Окончил ДМШ по классу кларнета.
В 1962—1963 годах работал ведущим саксофонистом тульского биг-бэнда Анатолия Кролла. В 1963-м по возвращении в Ленинград создал квартет современного джаза, занимавшийся активной концертной деятельностью в составе: пианист Юрий Вихарев, контрабасист Эдуард Москалев, барабанщик Валерий Мысовский. В 1965 году на 1-м Ленинградском фестивале джазовой музыки квартет Кунсмана был признан лучшим, а его пьеса «Одиночество» заслужила специальный приз Союза композиторов СССР. С 1967 года работал в джаз-оркестре Олега Лундстрема солистом и лидером группы саксофонов, выступал как солист на таллинском фестивале.
В 1971 году переехал в Израиль, жил в Холоне. Руководил квартетом израильского певца Арика Айнштейна в составе: Аарон Каминский (ударные), Яков Нагар (клавишные), Алон Олеарчик (бас-гитара).
В 1971 году организовал джаз-ансамбль «Platina», с которым принимал участие в израильских и международных джаз-фестивалях. В 1974-м году ансамбль участвовал в самом престижном в те годы джазовом фестивале, США, в Нью-Йорке, в Ажеры Фишер Холле) в составе: Алона Турель, Нахум Переферкович (клавишные), Роман Кунсман (саксофон), Аарон Каминский (ударные), Лев Забежинский (гитара-бас). В 1976 г. состав музыкантов частично поменялся: Роман Кунсман-сакс., флейта, арр., комп., Арале Каминский-уд., перк., Лев Забежинский-к-бас, бас-гитара, Рики Манор-вок, перк., Яков Эрлих-пиано, Хаим Карио-гитара.
Разными составами "Платины" были записаны две пластинки на виниле. Были записаны пластинки коммерческой музыки.
Самые известные композиции Кунсмана — «Одиночество», «Луч тьмы», «Небесные узоры».
В Израиле вёл религиозный образ жизни, с 1983 года учился у рава Баруха Шалома Ашлага.

## Высказывания о творчестве Кунсмана
Меня часто спрашивают, как можно выработать оригинальный стиль игры. Я всегда отвечаю — начнем с того, что мы все оригинальны! Это, во-первых, вопрос познания, открытия самого себя. Во-вторых, нужно овладеть ремеслом исполнителя в совершенстве, что требует многих лет самоотверженной работы. Затем нужно стать гражданином мира, через путешествия, неустанное изучение традиций и духовное самосовершенствование. Роман Кунсман — это удивительный образец полного покорения всех трех ступеней. Его творчество отражает глубинное понимание самых разных музыкальных форм, что очевидно в его импровизациях. Роман — это невероятный музыкант, демонстрирующий собственный уникальный подход к современному джазу.— Пол Хорн

Основываясь на моем личном знакомстве с господином Кунсманом, я могу сказать, что он — не только очень незаурядная личность, но и музыкант выдающегося таланта, который проявил настоящее упорство и даже мужество в бескомпромиссном выборе собственного пути в музыке в условиях, которые можно мягко назвать крайне враждебными и неблагоприятными. Мое восхищение им как музыкантом превосходит только мое восхищение им как личностью.— Джордж Авакян

В начале 70-х поиски новых идей привели меня к необходимости более серьезных знаний в области авангардной музыки. Когда я начал интересоваться историей возникновения додекафонной системы, то случайно выяснилось, что ленинградский саксофонист Рома Кунсман, с которым нас связывало увлечение игрой гениального новатора Эрика Долфи, идет в том же направлении, причем более фундаментально, так как использует в своих построениях логарифмическую линейку.— Алексей Козлов, "Козел на саксе", Глава 10

И вот сейчас оркестр Олега Лундстрема на сцене Таллинского джаз-фестиваля: девятнадцать человек в шикарных концертных костюмах с буквами «ОЛ» на груди. Из прежних, чуть ли не легендарных «шанхайцев» в оркестре осталось всего пять человек. Рядом с ними, уже тронутыми сединой, сидит молодежь: Роман Кунсман, Николай Капустин, Станислав Григорьев, Аркадий Шабашов… Исполняется композиция Кунсмана «Луч тьмы». Это очень неожиданное, своеобразное произведение, но ещё более неожидан солирующий сейчас автор, маленький красногубый человек с бородкой таинственного лесовика. Он ещё себя покажет!
— Василий Аксенов, "Простак в мире джаза, или Баллада о тридцати бегемотах"